# 구스타브 욘 람스테트

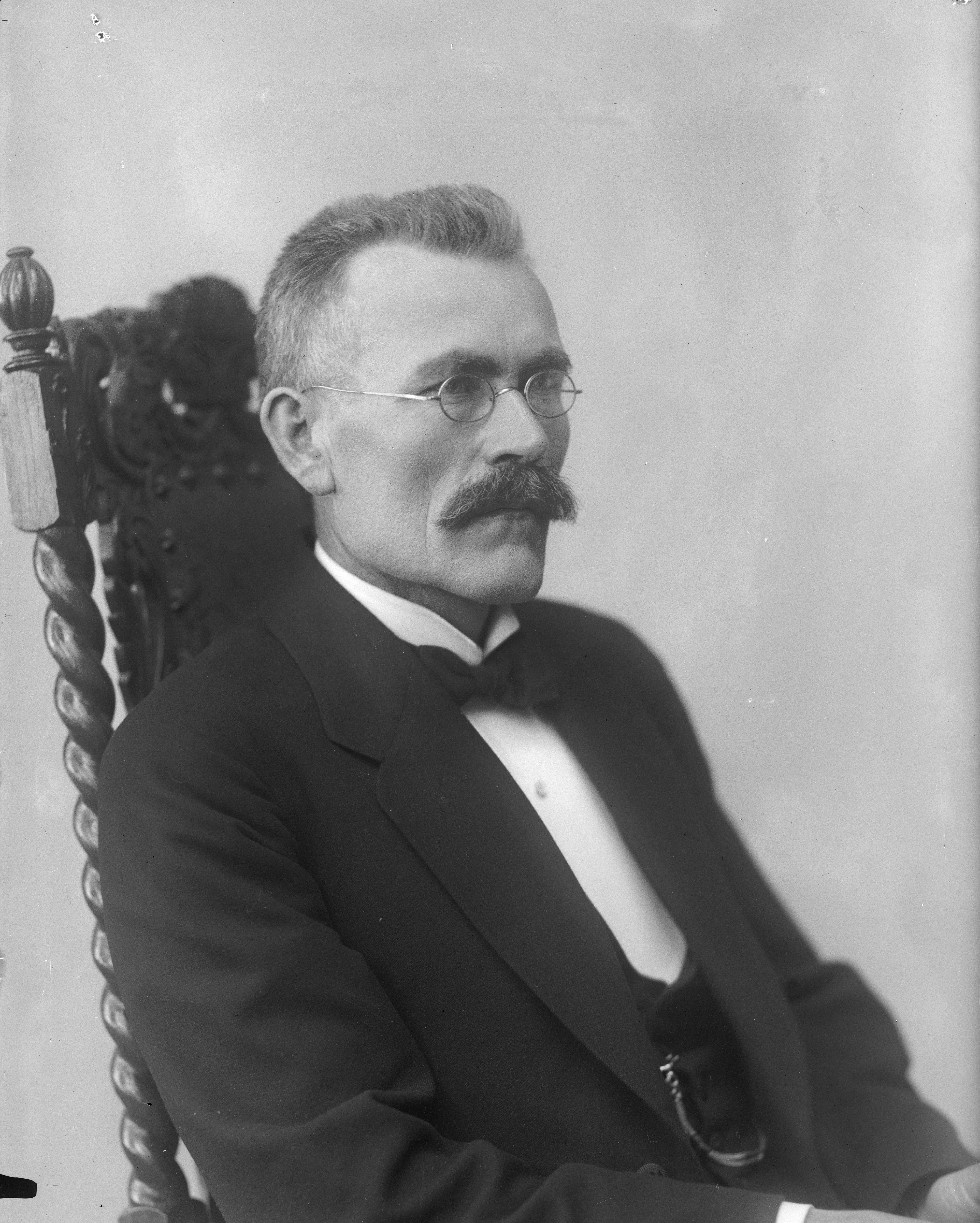
구스타브 욘 람스테트

구스타브 욘 람스테트(스웨덴어: Gustaf John Ramstedt, 1873년 10월 22일 ~ 1950년 11월 25일)는 핀란드의 외교관이자 언어학자이다. 알타이어족에 대한 비교 연구 및 저서로 잘 알려져있으며, 특히 알타이어족 가설에 한국어를 포함시켜 하나의 어족으로 보는 주장으로 유명하다.

## 생애
남수오미 주 탐미사리 출신이며, 헬싱키 대학교에서 에밀 네스토르 세탤래로부터 핀우그리아어파를 배운 뒤 알타이어족을 학습하였다. 이후 몽골, 동튀르키스탄, 아프가니스탄 등 아시아 지역의 학술 탐험대에 참가해 알타이 민족의 언어를 연구하였다.
그 뒤 1917년 헬싱키 대학교의 교수 자격을 취득했으며, 1920년부터 1929년까지 초대 주일 공사를 역임하였다. 이후 1930년부터 1941년까지 헬싱키 대학교의 교수로 다시 활동했으며, 1944년까지 객원 교수를 맡았다.
또한 1891년에 에스페란토를 배웠으며, 핀란드의 에스페란토 협회 회장을 지냈다.
이후 1950년 헬싱키에서 세상을 떠났다.

## 같이 보기
- 알타이 제어